# Pickering-Serie
Die Pickering-Serie ist eine im Jahr 1896 von dem amerikanischen Astronomen Edward Charles Pickering entdeckte Spektralserie von einfach ionisiertem Helium (He+ oder He II) im Licht des Sterns ζ-Puppis (Zeta-Puppis, Naos).

## Beschreibung und Erklärung
| Balmer   | Pickering |
| -------- | --------- |
| 656,3 nm | 656,0 nm  |
| –        | 541,2 nm  |
| 486,1 nm | 485,9 nm  |
| –        | 454,2 nm  |
| 434,0 nm | 433,9 nm  |
| –        | 420,0 nm  |
| 410,2 nm | 410,0 nm  |

In der Pickering-Serie entspricht jede zweite Linie in etwa der Balmer-Serie für Wasserstoff. Auch die zusätzlichen Wellenlängen lassen sich näherungsweise gut mit der Gleichung von Balmer berechnen, wenn man zusätzlich zu den natürlichen Zahlen auch halbe Werte einsetzt. Pickering vermutete daher zunächst einen besonderen Zustand des Wasserstoffes, dies konnte aber nicht bestätigt werden. Niels Bohr fand heraus, dass die Serie den Wellenlängen des Emissionsspektrums von He+ entspricht.
Nimmt man das mittlerweile überholte, für diesen Zweck jedoch ausreichend genaue Bohrsche Atommodell an, dann lässt sich anhand der Kernmitbewegung erklären, warum die einander entsprechenden Linien der Pickering-Serie und der Balmer-Serie nicht exakt übereinstimmen: der Kern und das Elektron kreisen um das gemeinsame Massenzentrum, wodurch sich eine geringfügige Änderung der Rydberg-Konstante R∞ ergibt.

## Formel

### Wellenlängen und -zahlen
Die Wellenzahlen {\displaystyle {\tilde {\nu }}} bzw. Wellenlängen {\displaystyle \lambda } der Pickering-Serie lassen sich mit folgender Formel berechnen:
{\displaystyle {\begin{aligned}{\tilde {\nu }}={\frac {1}{\lambda }}&=R_{\infty }\cdot \left({\frac {1}{2^{2}}}-{\frac {1}{k^{2}}}\right)\\&=4\cdot R_{\infty }\cdot \left({\frac {1}{4^{2}}}-{\frac {1}{n^{2}}}\right),\end{aligned}}}
wobei
- {\displaystyle R_{\infty }=1{,}0973731534\cdot 10^{7}\,{\mathrm {m^{-1}} }} die Rydberg-Konstante ist und
- {\displaystyle k={\frac {n}{2}}} mit {\displaystyle n\in \mathbb {N} _{>4}}, also {\displaystyle n=5,6,7,\dots ,} dadurch ist der Term in Klammern immer größer als Null. Wenn {\displaystyle n} gerade ist, wird {\displaystyle k} ganzzahlig, und man erhält exakt die gleichen Terme wie bei der Balmer-Serie.

Berücksichtigt man die Kernmitbewegung, so ändert sich die Formel leicht:
{\displaystyle {\begin{aligned}{\tilde {\nu }}={\frac {1}{\lambda }}&=4\cdot {\frac {R_{\infty }}{1+{\frac {m_{\mathrm {e} }}{M_{\mathrm {He} }}}}}\cdot \left({\frac {1}{4^{2}}}-{\frac {1}{n^{2}}}\right)\\&=4\cdot R_{\mathrm {He} }\cdot \left({\frac {1}{4^{2}}}-{\frac {1}{n^{2}}}\right)\end{aligned}}}
mit
- der Elektronmasse {\displaystyle m_{\mathrm {e} }}
- der Kernmasse {\displaystyle M_{\mathrm {He} }} des Helium.

Bei der Balmer-Serie wäre an dieser Stelle statt {\displaystyle M_{\mathrm {He} }} die Kernmasse des Wasserstoffs {\displaystyle M_{\mathrm {H} }} einzusetzen.

### Energie der Photonen
Die Energie {\displaystyle E} eines Photons lässt sich errechnen durch {\displaystyle E=h\cdot c\cdot {\tilde {\nu }}=h\cdot {\frac {c}{\lambda }}}, wobei {\displaystyle c} die Lichtgeschwindigkeit und {\displaystyle h} die Planck-Konstante ist.
Für die Pickering-Serie ergibt sich dadurch:
{\displaystyle {\begin{aligned}E&=h\cdot c\cdot 4\cdot R_{\infty }\cdot \left({\frac {1}{4^{2}}}-{\frac {1}{n^{2}}}\right)\\&=4\cdot \mathrm {Ry} \cdot \left({\frac {1}{4^{2}}}-{\frac {1}{n^{2}}}\right)\\&\approx 54{,}4\,\mathrm {eV} \cdot \left({\frac {1}{4^{2}}}-{\frac {1}{n^{2}}}\right).\end{aligned}}}
In der Formel ist {\displaystyle \mathrm {Ry} =E_{\mathrm {R} }=h\cdot c\cdot R_{\infty }} die Rydberg-Energie bzw. die Ionisierungsenergie von Wasserstoff.